# 조종고등학교
조종고등학교(朝宗高等學校)는 대한민국 경기도 가평군 조종면 현리에 있는 공립 고등학교이다.

## 학교 연혁
- 1973년 1월 5일 : 조종고등학교 6학급(보통과) 설립 인가
- 1974년 3월 3일 : 고등학교 1학년 2학급(보통과) 122명 입학, 개교
- 1974년 7월 1일 : 고등학교 초대 이광훈 교장 취임
- 1974년 7월 5일 : 조종고등학교 개교식 거행
- 1983년 3월 1일 : 조종종합고등학교로 교명 변경
- 1993년 10월 : 월헌(月軒) 박태운(朴泰雲) 선생 공덕비 준공
- 1994년 2월 16일 : 운악관 준공
- 1994년 10월 18일 : 경기도교육청 지정 독서교육 연구보고회
- 1997년 1월 10일 : 교지 "운악" 창간
- 1997년 9월 22일 : 고등학교 학칙변경 12학급 인가(보통과 6, 정보처리과 6)
- 1999년 11월 1일 : 멀티미디어실 완공
- 1999년 11월 : 급식실 준공
- 2006년 3월 2일 : 조종고등학교로 교명 변경
- 2006년 9월 : 기숙사 운악원 준공
- 2018년 2월 : 제42회 졸업(86명 졸업, 졸업생 누계 (6,018명))
- 2018년 9월 : 정광호 교장 취임

## 설치 학과
- 회계정보과
- 정보처리과

## 참고 자료
- 조종고등학교 - 한국교육학술정보원 학교알리미